# Soňa Godarská
Soňa Godarská (* 29. ledna 1984, Poprad) je slovenská operní pěvkyně-sopranistka.

## Život
Narodila se v Popradu a jako malá byla členkou Popradského dětského sboru. Byla v něm 12 let a 11 let také hrála na klavír. Během tohoto období několikrát zvítězila v pěvecké soutěži Mikuláše Schneidera-Trnavského a také v klavírní soutěži Milana Nováka. Chtěla pokračovat ve studiu hry na klavír na Státní konzervatoři v Košicích, ale na žádost rodičů vystudovala gymnázium. Následně se přestěhovala do Prahy a díky jejímu výbornému průměru nastoupila na studium chemie na Vysokou školu chemicko-technologickou v Praze, kterou už vystudovala její sestra. Po absolvování vysoké školy se přestěhovala do Norska, kde dělala au-pair. V Norsku chodila do amatérských pěveckých sborů a zde si jí všimla americká klavíristka, která jí doporučila studium klasického zpěvu. Po dvou letech se vrátila do Česka a zkontaktovala se s Jaroslavou Maxovou Horskou, která ji připravila na přijímací zkoušky na konzervatoř. Ve 26 letech začala studovat Pražskou konzervatoř, kterou dokončila ve 31 letech.
Po dokončení studií debutovala jako Papagena v Kouzelné flétně v libereckém Divadle F. X. Šaldy, kde ještě vytvořila dalších šest rolí. Následně začala účinkovat v Národním divadle moravskoslezském v Ostravě, Jihočeském divadle v Českých Budějovicích a v Divadle J. K. Tyla v Plzni. V roli Paminy debutovala také v mezinárodní produkci v Německu, Belgii a Holandsku. Absolvovala taktéž četná zahraniční turné v inscenacích oper Kouzelná flétna, Rusalka, Aida nebo Thaïs po Evropě a v roce 2020 s velkým úspěchem debutovala rolí Noriny v opeře Don Pasquale na Festivalu MallorcÒpera pořádaném mezinárodní agenturou Euroclàssics. Mimo jiné se zúčastnila mistrovských pěveckých kurzů pod vedením Gabriely Beňačkové a Katii Ricciarelliové ve Vídni.
Obdržela řadu ocenění. V letech 2010 a 2011 se umístila na 2. a 3. místě na Mezinárodní pěvecké soutěži Pražský pěvec a stala se finalistkou mezinárodních pěveckých soutěží Imricha Godina na Slovensku a Vissi D’Arte v Praze. Za rok 2021 obdržela Jihočeskou Thálii za roli Markétky v opeře Mefistofeles. V roce 2024 byla nominována na dvě ceny Thálie vytvořené v Divadle J. K. Tyla v Plzni. V širší nominaci byla v kategorii v oboru muzikál, opereta a jiné hudebnědramatické žánry za ztvárnění Cunegondy v operetě Candide a v úzké nominaci byla za ztvárnění titulní role v opeře Manon, za kterou ji i obdržela.

## Operní role
Divadlo F. X. Šaldy
- Kouzelná flétna – role Papagena
- Aida – role Kněžka
- Thaïs – role Crobyle
- Rusalka – role První žínka
- Veselé paničky windsorské – role Frau Reich
- Její pastorkyňa – role Barena

Národní divadlo moravskoslezské
- Lady Macbeth Mcenského újezdu – role Axiňja, příručí u IzmajlovaTrestankyně
- Robert ďábel – role Alice, normandská venkovanka
- Bílý pán aneb Těžko se dnes duchům straší – role Elinor, jejich dcera
- Dvě vdovy – role Karolina, vdova
- Manon – role Manon Lescaut
- Prodaná nevěsta – role Mařenka, jejich dcera
- Tajemství – role Blaženka, dcera Malinova
- Šarlatán – role Amaranta, krasavice

Jihočeské divadlo
- Kouzelná flétna – role Pamina
- Mefistofeles – role Markétka

Divadlo J. K. Tyla
- Candide – role Cunegonda
- Manon – role Manon
- Julietta – role Julietta
- Giuditta – role Giuditta